# Быдино
Быдино — деревня в Мишкинском районе Курганской области России. Входит в состав Введенского сельсовета.

## География
Деревня находится в западной части Курганской области, в лесостепной зоне, на берегах реки Юргамыш, на расстоянии примерно 19 километров (по прямой) к востоку-юго-востоку (ESE) от Мишкина, административного центра района. Абсолютная высота — 122 метра над уровнем моря.
Климат
Климат характеризуется как континентальный, с недостаточным увлажнением, холодной малоснежной зимой и тёплым сухим летом. Среднегодовая температура воздуха — 2,1 °С. Средняя максимальная температура воздуха самого тёплого месяца (июля) составляет 23 — 26 °C. Безморозный период длится в течение 115—119 дней в году. Среднегодовое количество атмосферных осадков составляет 370—380 мм.

## Население
| 1989 | 2002 | 2010 |
| ---- | ---- | ---- |
| 90   | ↘43  | ↘1   |

Гендерный состав
По данным Всероссийской переписи населения 2010 года в гендерной структуре населения женщины составляли 100 %.
Национальный состав
Согласно результатам Всероссийской переписи населения 2002 года, в национальной структуре населения русские составляли 100 % из 43 чел.